# Motaz Azaiza

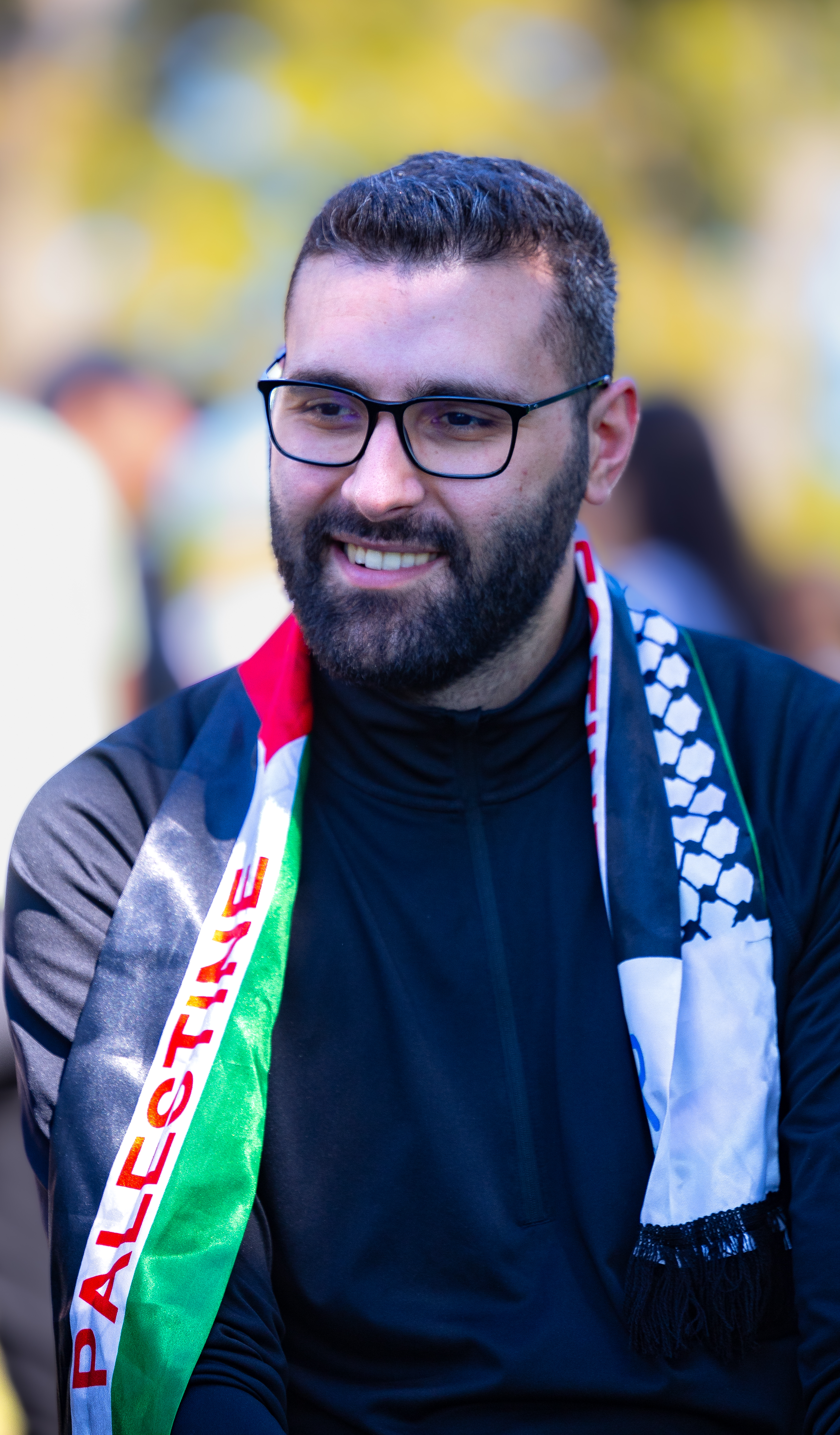
Motaz Azaiza, 2024

Motaz Hilal Azaiza (arabisch معتز هلال عزايزة; geboren am 30. Januar 1999) ist ein palästinensischer Fotojournalist aus Gaza, der durch seine Berichterstattung über den Israel-Gaza-Krieg seit 2023 weltweit bekannt wurde.  Anfang 2024 folgten ihm in sozialen Medien mehr als 18 Millionen Menschen.

## Leben und Werk

### Frühes Leben
Azaiza wuchs im Flüchtlingslager Deir al-Balah im Gazastreifen auf, wo im Jahre 2017 knapp 7.000 Flüchtlinge aus Dörfern im südlichen und zentralen Palästina Schutz und Obdach gefunden hatten. Er studierte Englisch als Fremdsprache an der al-Azhar-Universität Gaza und schloss 2021 mit einem Diplom ab. 2023 war er bei UNRWA angestellt. Er arbeitet als Fotojournalist.

### Krieg in Israel und Gaza seit 2023
Vor dem Krieg in Israel und Gaza 2023 konzentrierten sich Azaizas Online-Beiträge auf Instagram hauptsächlich auf das Fotografieren des täglichen Lebens im Gazastreifen.  Nach Beginn der israelischen Luftschläge im Gazastreifen hielt Azaiza vor allem das Leid der Zivilbevölkerung auf Fotos und Videos fest, die er auf seinem Instagram-Profil teilte. Anfang Oktober 2023 waren ihm noch rund 25.000 auf seinem Instagram-Account gefolgt, bis zum 17. Oktober stieg diese bereits auf eine Million und zum 7. November bereits auf über 13 Millionen. Seine Aufnahme „Seeing Her Through My Camera“ zeigt ein junges Mädchen, unter Trümmern eingeklemmt im zerstörten Flüchtlingslager Al Nusairat. Das Bild ging binnen weniger Stunden um die Welt und wurde von Time als eines der zehn besten Fotos des Jahres 2023 ausgewählt.
Am 11. Oktober 2023 berichtete Azaiza nach einem israelischen Luftschlag auf das Deir al-Balah-Flüchtlingslager, dass 15 seiner Familienmitglieder getötet wurden.

### Ausreise aus dem Gazastreifen und weiteres Wirken
Nach 108 Tagen der Berichterstattung über den Krieg gelang Azaiza die Ausreise aus dem Gazastreifen. Es war das erste Mal, dass er den Gazastreifen in seinem Leben verließ.
Im Januar 2024 beschuldigte Azaiza in einer MSNBC-Sendung von Mehdi Hasan Israel schwerster Kriegsverbrechen gegen die Zivilbevölkerung und sprach von „100 Tagen Mord und Genozid“ im Gazastreifen.

## Rezeption und Auszeichnungen
The New Arab nannte Azaiza „Gazas Fenster zur Welt“. Das Männermagazin GQ Middle East ernannte Azaiza im November 2023 zum Mann des Jahres 2023.
Am 26. Februar 2024 nahm er in Istanbul den TRT World Citizen Award 2023 entgegen.

## Auszeichnungen
- 2023 Man of the Year by GQ Middle East
- 2023 TRT World Citizen Award[16]